# Уґнево
Уґнево (пол. Ugniewo) — село в Польщі, у гміні Острув-Мазовецька Островського повіту Мазовецького воєводства.
Населення — 950 осіб (2011).
У 1975-1998 роках село належало до Остроленцького воєводства.

## Демографія
Демографічна структура станом на 31 березня 2011 року:
|          | Загалом | Допрацездатний вік | Працездатний вік | Постпрацездатний вік |
| -------- | ------- | ------------------ | ---------------- | -------------------- |
| Чоловіки | 462     | 114                | 312              | 36                   |
| Жінки    | 488     | 119                | 265              | 104                  |
| Разом    | 950     | 233                | 577              | 140                  |